# Arronville
Arronville ist eine französische Gemeinde mit 619 Einwohnern (Stand 1. Januar 2022) im Département Val-d’Oise der Region Île-de-France; sie gehört zum Arrondissement Pontoise und zum Kanton Pontoise. Die Einwohner nennen sich Arronvillois bzw. Arronvilloises.

## Geografie
Die Gemeinde Arronville befindet sich 38 Kilometer nördlich von Paris. Sie liegt im Regionalen Naturpark Vexin français.
Nachbargemeinden von Arronville sind Berville und Haravilliers im Westen, Amblainville im Norden, Bornel im Osten, Frouville im Südwesten, Menouville im Süden sowie Theuville im Südosten.
Der Ort liegt im Tal des Flusses Sausseron.

## Geschichte
Funde bezeugen eine frühe Besiedlung des Ortes. Die Allée couverte de la côte du Libéra in der Nähe der Landstraße RD 927 entstand etwa 2000 vor Chr.
Der Ort lebte schon immer von der Landwirtschaft, nachdem im frühen Mittelalter die Sümpfe trockengelegt worden waren.

## Bevölkerungsentwicklung
| Jahr      | 1962 | 1968 | 1975 | 1982 | 1990 | 1999 | 2006 | 2016 |
| Einwohner | 403  | 396  | 411  | 440  | 553  | 610  | 669  | 666  |

## Sehenswürdigkeiten
- Galeriegrab (Monument historique) in Arronville[1]
- Kirche Saint-Pierre et Saint-Paul, erbaut ab dem 12. Jahrhundert (Monument historique)[2]
- Schloss Balincourt aus dem 18. Jahrhundert (Monument historique)[3]
- Waschhaus, erbaut im 19. Jahrhundert

## Persönlichkeiten
- Emmanuel d’Astier de la Vigerie (1900–1969), Schriftsteller, Journalist und Politiker